# Kheneg
Kheneg ou El Kheng est une commune de la wilaya de Laghouat en Algérie.

## Administration et politique
Le maire de la commune est le président de l’Assemblée populaire communale (APC).
| Période | Période | Identité        | Étiquette                    | Qualité |
| ------- | ------- | --------------- | ---------------------------- | ------- |
| 2012    | 2017    | بن لحبيب بن عمر | التجمع الوطني الديمقراطي rnd | P/APC   |